# سرچاه (اردل)
سرچاه، روستایی از توابع بخش مرکزی شهرستان اردل در استان چهارمحال و بختیاری است.

## جمعیت
این روستا در دهستان پشتکوه قرار دارد و براساس سرشماری مرکز آمار ایران در سال ۱۳۸۵، جمعیت آن ۱٬۸۵۷ نفر (۳۷۵خانوار) بوده‌است.